# Тарасенківська ЗОШ І-ІІ ступенів
Тарасенківська ЗОШ І—ІІ ступенів — загальноосвітня школа, розташована у с. Тарасенкове Оржицького району Полтавської області.

## Загальні дані
Тарасенківська ЗОШ І—ІІ ступенів розташована за адресою: 37734, вул. Шкільна, 17а, с. Тарасенкове Оржицького району Полтавської області.
У школі навчаються 54 учні.
Педколектив навчального закладу — 11 .
Директор школи — Несен Тетяна Борисівна

## Історія школи

### Початок будівництва школи
Для ліквідації неписьменності в селі Тарасенкове Оржицького району Полтавської області приблизно в 1928—1929 роках, було відкрито ЛІКНЕП. Навчання проходило у вечірній час у сільській хаті. При світлі каганців учились писати і читати. Учителів, на жаль, ніхто не пам'ятає.

### Перші кроки школи
Початкова школа згодом відкрилась у 1932 році в хаті-мазанці на території. В одній кімнаті за саморобними столами й ослонами навчались разом 4 класи. У серпні 1939 року почала працювати вчителькою початкових класів Марія Макарівна Мазняк.
Після звільнення села від німців в 1943 році початкова школа розміщалась у приміщенні. У цьому приміщенні були: клуб, майстерня, гуртожиток, їдальня, пилорама та ін. У кімнаті стояло 2 ряди саморобних столів, посередині прохід. За одним рядом навчались учні 1—2 класів, за іншим – 3—4 класів.
Згодом школа була переведена в будинок, який знаходиться за автобусною зупинкою, у центрі села. Навчання проводилось в одній кімнаті.
У 1964 році відкрила двері нова цегляна двоповерхова восьмирічна школа (будинок сучасної контори СТОВ “Агрофірма “Оржицька”). У школі було вісім класних кімнат, піонерська кімната, учительська, водяне опалення від власної котельні. У школі працював буфет.

### Перебудова школи
З 1 вересня 1980 року директором Тарасенківської основної школи стала вчитель російської мови і літератури Любов Олександрівна Денисенко. 
1 вересня 2010 року директором Тарасенківської загальноосвітньої школи І—ІІ ступенів Оржицької районної ради Полтавської області призначено Олену Василівну Балаклієць, яка очолює навчальний заклад і нині.
Протягом майже столітнього існування навчального закладу у селі Тарасенкове отримали путівку в життя більше тисячі учнів, які займали і займають гідне місце у житті.
На сьогоднішній день Тарасенківська ЗОШ І – ІІ ступенів працює над проблемою “Підвищення якості знань учнів, практична спрямованість навчання, формування в школярів свідомого ставлення до нього”. Головною метою педколективу є забезпечення всебічного розвитку особистості в процесі навчання та виховання, розвиток потреби у здоровому способі життя, збереження та зміцнення фізичного і психічного здоров'я учнів як найвищої соціальної цінності, впровадження в навчально-виховний процес нових інтерактивних методів навчання та інформаційних технологій з використанням комп'ютерної техніки.
Гордістю школи є матеріально-технічне забезпечення. За сприяння академіка Анатолія Корнійовича Шидловського у 2004 році було встановлено комп'ютерний клас, що дає можливість проводити уроки інформатики з 2 класу і готувати сучасного конкурентно спроможного випускника.
При навчальному закладі діє етнографічний музей “Берегиня” (керівник музею Савлучинська В. І.), на базі якого постійно проводяться обласні та районні семінари й екскурсії. У школі функціонують спортивний і актовий зали, бібліотека, комбінована майстерня, їдальня, внутрішні санвузли, костюмерна кімната. Класні кімнати великі, просторі і світлі.
Для всебічного розвитку особистості дитини добре налагоджена виховна робота. У позаурочний час школярі відвідують гуртки за інтересами: краєзнавчий, літературний, спортивний, інформатичний. Учні активно залучаються до проведення предметних тижнів, спортивних змагань, конкурсів, тренінгів, свят і вечорів.
Результатом плідної праці педколективу є  учнівські досягнення. За останні роки на обласному і районному рівнях учнями школи здобуто більше 50 грамот і дипломів у спортивних змаганнях, 30 грамот у мовно-літературних конкурсах, 15 призерів художніх конкурсів, 2 грамоти у ІІ етапі предметних олімпіад. 
Полтавський університет економіки і торгівлі та Лубенський фінансовий коледж висловили офіційну подяку педагогічному колективу навчального закладу за надання якісних знань та належне виховання випускників школи.
Адміністрація школи і педагогічний колектив активно і злагоджено працюють над досягненням поставленої мети: підвищення рівня навчально-виховного процесу, зміцнення матеріально-технічної бази, залучення спонсорських коштів, які постійно виділяє базове господарство СТОВ “Агрофірма “Оржицька» та приватні підприємці села Тарасенкове.

### Випускники школи
- Віктор Васильович Мосієнко — медалі «За трудову відзнаку»;
- Олександр Миколайович Нікітченко — ордена Трудової Слави ІІІ ступеня;
- Василь Григорович Норка — медалі «За трудову відзнаку»;
- Олексій Олексійович Савлучинський — ордена Трудової Слави ІІІ ступеня;
- Ніна Миколаївна Яременко — медалі «За трудову доблесть»;
- Анатолія Корнійовича Шидловського — академік КПЗ.

## Директори школи
- Згурський О. І. (з 1964 р.)
- Власенко С. М. (з 1965 р.)
- Денисенко Л. О. (з 1980 р.)
- Коваленко В. І. (з 2000 р.)
- Балаклієць О. В. (з 2010 р.)